# Gran Premio Regio Insubrica
Il Gran Premio Regio Insubrica, conosciuto fino al 2010 come Gran Premio dell'Insubria, è stata una gara corsa in linea maschile di ciclismo su strada, che si svolgeva nel territorio dell'Insubria, tra Italia e Svizzera, ogni anno nel mese di febbraio. Ha fatto parte del calendario dell'UCI Europe Tour, nella classe 1.1.

## Albo d'oro
Aggiornato all'edizione 2011.
| Anno | Vincitore         | Secondo            | Terzo             |
| ---- | ----------------- | ------------------ | ----------------- |
| 2009 | Francesco Ginanni | Enrico Rossi       | Samuel Dumoulin   |
| 2010 | Samuel Dumoulin   | José Joaquín Rojas | Nicolas Roche     |
| 2011 | Giovanni Visconti | Jure Kocjan        | Rinaldo Nocentini |